# جوردي فانليربيرغي
جوردي فانليربيرغي (27 يونيو 1996 ببلجيكا - ) هو لاعب كرة قدم بلجيكي في مركز الدفاع. شارك مع منتخب بلجيكا تحت 17 سنة لكرة القدم ومنتخب بلجيكا تحت 18 سنة لكرة القدم ومنتخب بلجيكا تحت 19 سنة لكرة القدم. أما مع النوادي، فقد لعب مع كيه في ميخيلين.

## روابط خارجية
- جوردي فانليربيرغي على موقع الاتحاد البلجيكي (الإنجليزية)
- جوردي فانليربيرغي على موقع قاعدة بيانات كرة القدم.إي يو (الإنجليزية)
- جوردي فانليربيرغي على موقع Soccerway.com (الإنجليزية)
- جوردي فانليربيرغي على موقع عالم كرة القدم.نت (الإنجليزية)